# Dongfeng 16
Dongfeng 16 oder DF-16 (chin. 东风 „Ostwind“, NATO-Codename: CSS-11) ist die Bezeichnung einer landgestützten taktischen ballistischen Rakete der Volksrepublik China. Mit ihrer Reichweite von 800–1200 km bewegt sich die DF-16 im Grenzbereich zwischen Kurzstreckenrakete und Mittelstreckenrakete, sie besitzt einen manövrierfähigen Wiedereintrittskörper.

## Entwicklungsgeschichte
Die Entwicklungsarbeiten an der Dongfeng 16 bei der China Space Sanjiang Group Corporation, damals die Neunte Akademie (九院) der China Aerospace Science and Industry Corporation, begannen im Jahr 2009.
Beabsichtigt war, die älteren Kurzstreckenraketen DF-11 und DF-15 der Firma durch ein modernes System zu ersetzen. Da die DF-16 auf den beiden Vorgängermodellen basierte, hielten sich die Entwicklungskosten in Grenzen. Ab 2010 wurde die Rakete, bereits unter ihrem heutigen Namen, bei der Truppe erprobt, zunächst auf dem Kosmodrom Jiuquan und der „Basis 52“ des damaligen 2. Artillerie-Korps in Anhui. Wie bei allen neueren Raketen der Volksbefreiungsarmee steht die „1“ in der Bezeichnung „DF-16“ für „einstufig“, die „6“ ist die Seriennummer.
Im September 2012 tauchten erste Fotos der DF-16 chinesischen Webseiten auf, 2014 wurde die Rakete offiziell in Dienst gestellt.
Die erste öffentliche Präsentation erfolgte am 3. September 2015 auf der Militärparade zum 70. Jahrestag des Siegs über Japan im Zweiten Weltkrieg.
Die Dongfeng 16 besitzt, ähnlich wie einst die Pershing II, einen manövrierfähigen Wiedereintrittskörper. Um das Problem der Reibungswärme und möglichen Zerstörung von aerodynamischen Steuerflächen bei dem mit Hyperschallgeschwindigkeit herabstürzenden Gefechtskopf zu umgehen, verzichtete man zunächst auf derartige Steuerflächen und lenkte den Gefechtskopf stattdessen mit einer quer zur Flugrichtung verschiebbaren Masse in seinem hinteren Teil. Dadurch konnte man den Massenmittelpunkt verlagern und den Gefechtskopf während des Fluges Haken schlagen lassen, um das Abfangen durch die gegnerische Raketenabwehr zu erschweren.
Von außen sah der Gefechtskopf aus wie ein Gewehrprojektil mit Haackscher Ogive.
Ab 2016 begann man, eine Variante mit vier kleinen, am unteren Ende des Gefechtskopfs angebrachten Steuerflächen zu erproben, mit denen die Treffgenauigkeit erhöht wurde. Dieser Gefechtskopf besitzt die Form eines Kegelstumpfs mit steiler Wandfläche, auf den ein kurzer, spitzer Kreiskegel mit stark geneigter Wandfläche aufgesetzt ist.
Die Variante ohne Steuerflächen wird als DF-16A bezeichnet, die Variante mit Steuerflächen als DF-16B. Im Februar 2020 waren bei den Raketenstreitkräften der Volksbefreiungsarmee beide Varianten im Einsatz.

## Stationierung
Aus einem Bericht der Volksbefreiungsarmee-Zeitung (解放军报) vom 30. August 2016 schlossen chinesische Analysten, dass zu diesem Zeitpunkt bei den drei Kurzstreckenraketen-Brigaden der Raketenstreitkräfte, von denen jede mit 72 Raketen ausgestattet ist, etwa 100–200 der alten DF-11 und DF-15 durch DF-16 ersetzt waren.
2022 war die DF-16 unter anderem in der Provinz Guangdong stationiert, wodurch Taiwan bereits in ihrer Zielreichweite lag. Vor dem Hintergrund des Fluges von Nancy Pelosi am 2. August 2022 nach Taiwan, wurden dann einige DF-16-Raketen in die Provinz Fujian, direkt gegenüber der Insel, verlegt.
Am 4. August wurden vom chinesischen Festland aus insgesamt elf ballistische Raketen gestartet, die in der Nähe Taiwans ins Meer einschlugen. Dabei sollen neben DF-15- auch DF-16-Raketen zum Einsatz gekommen sein.

## Technik
Transportiert wird die 11,8 m lange Feststoffrakete auf einem fünfachsigen Lastwagen mit Aufrichtvorrichtung, wo sie durch einen in Längsrichtung aufklappbaren Behälter vor Temperatur- und Feuchtigkeitseinflüssen geschützt ist, was ihre Zuverlässigkeit erhöht.
Der geländegängige Lastwagen mit der Antriebsformel 10×10 ist 16,3 m lang, 3,5 m breit und wiegt unbeladen 22,5 t. Er kann Raketen transportieren, die zusammen mit ihrem Sprengkopf bis zu 45 t wiegen. Auf der Straße erreicht der Lastwagen eine Geschwindigkeit von 70 km/h. Wenn der Transporter die Abschussposition erreicht hat, klappt zunächst die am Lastwagen horizontal befestigte, obere Hälfte des Transportbehälters auf. Dann wird die Rakete, die sich noch in der unteren Schalenhälfte des Transportbehälters befindet und am unteren Ende des Gefechtskopfs fixiert ist, hydraulisch aufgerichtet. Die Halterung der Rakete am Gefechtskopf wird gelöst, die untere Schalenhälfte klappt zurück in die horizontale Position, und nach Einstellung des Trägheitsnavigationssystems kann die Rakete starten.
Die DF-16 die ihr Ziel durch Zusammenwirken ihres Trägheitsnavigationssystems mit dem Beidou-Satellitennavigationssystem findet und gegen elektronische Gegenmaßnahmen gut geschützt ist, zeichnet sich durch eine besonders hohe Genauigkeit aus, die mit der eines Marschflugkörpers vergleichbar ist. Beim Wiedereintritt in die Atmosphäre besitzt die Rakete eine Geschwindigkeit von Mach 8. In ihrem 1,5 t schweren Gefechtskopf können ein konventioneller oder – für Angriffe auf Okinawa Hontō – bis zu drei Nuklearsprengköpfe untergebracht werden. Nach dem Abtrennen des Gefechtskopfs setzt die Rakete noch eine große Menge an Täuschkörpern frei, um dem gegnerischen Radar die Zielerfassung zu erschweren.
Laut US-Medienberichten stellt die DF-16 eine signifikante Bedrohung für Taiwan dar, da ihr in steilem Winkel herabstürzender Gefechtskopf mit Anti-Raketen-Raketensystemen wie dem MIM-104 Patriot aufgrund seiner hohen Geschwindigkeit nur schwer abzufangen ist. Hierbei handelt es sich jedoch nur um ein theoretisches Problem. Bei einem tatsächlichen Angriff auf Taiwan würde die dortige Raketenabwehr wohl zuerst von der DF-17 mit ihrem Hyperschall-Gleitflug-Gefechtskopf DF-ZF ausgeschaltet werden, bevor die DF-16 zum Einsatz kommen würde.
Die DF-16 ist speziell für Angriffe auf unbewegliche Ziele wie Flughäfen gedacht, wo mit hochexplosiven Sprengköpfen einzelne Hangars, mit Streumunition Startbahnen und mit bunkerbrechenden Gefechtsköpfen unterirdische Kommandoeinrichtungen zerstört werden können.